# 케이프커내버럴 공군기지 제37우주발사단지

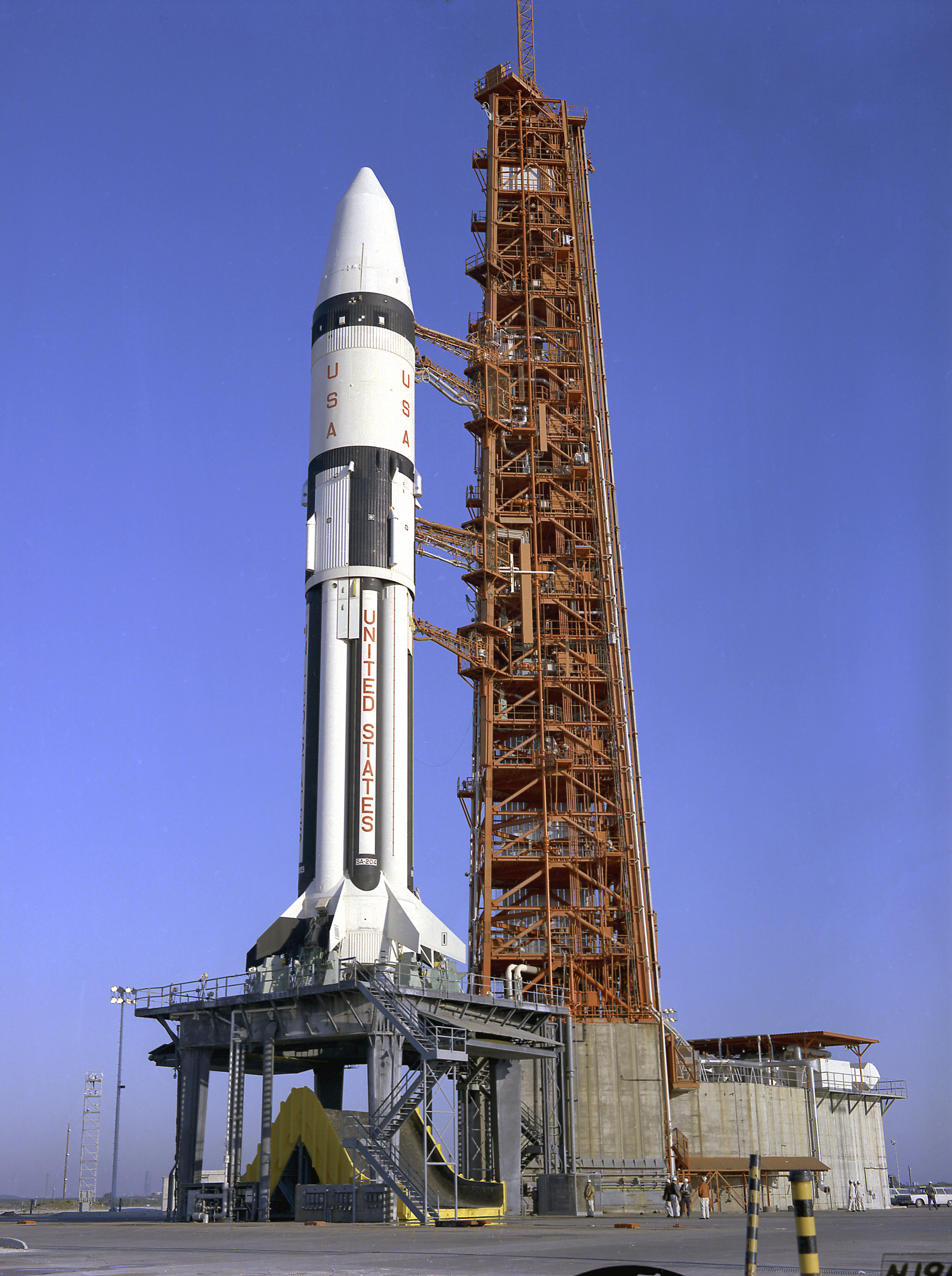
1968년 LC-37B 발사대에 거치된 아폴로 5호.

케이프커내버럴 공군기지 제37우주발사단지(Cape Canaveral Air Force Station Space Launch Complex 37; SLC-37)는 플로리다주 케이프커내버럴에 소재한 발사단지다. 1959년 시공을 시작하여 1963년부터 NASA가 새턴 시리즈 로켓을 발사하는 데 사용했다. 발사대가 두 개 있는데, 그 중 LC-37A는 실제로 사용된 적이 없고, LC-37B에서는 총 37회의 발사가 있었다.
1972년 비활성화되었다. 2001년 유나이티드 발사동맹에서 주관하는 델타 IV 발사장으로 개장되었다.